# 파일 관리자

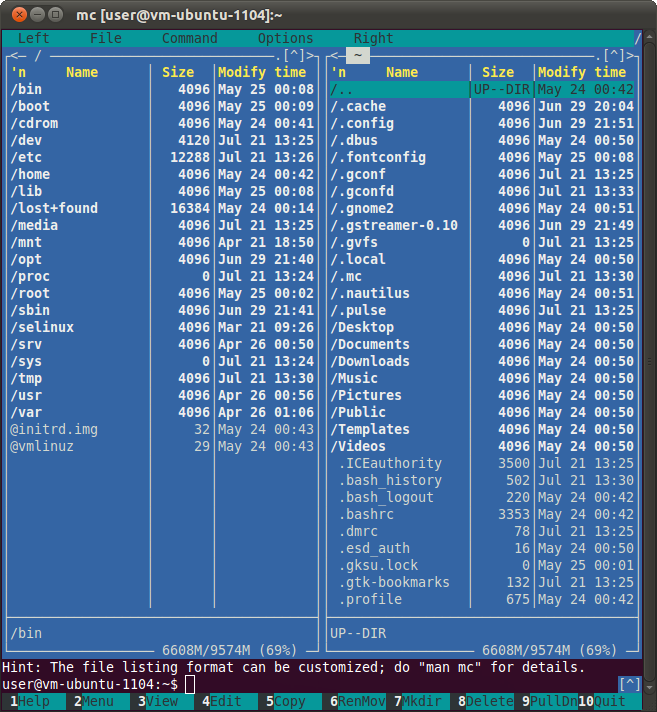
미드나잇 커맨더.

파일 관리자 또는 파일 탐색기는 사용자 인터페이스를 제공하여 파일 시스템과 함께 동작하도록 하는 컴퓨터 프로그램이다. 파일과 파일 그룹에 수행하는 가장 일반적인 기능으로는 만들기, 열기, 편집, 보기, 인쇄, 재생, 이름 바꾸기, 이동, 복사, 삭제, 검색, 특성/속성/권한 수정이 있다. 파일은 일반적으로 계급으로 나타낸다. 어떠한 파일 관리자는 앞뒤 탐색 단추가 포함된 웹 브라우저에 영향을 받은 기능들을 포함하고 있다.

## 같이 보기
- 파일 탐색기
- 파인더 (소프트웨어)(macOS 파일 관리자)
- Nautilus (리눅스 GTK+ 파일관리자)
- 캉커러 (리눅스 KDE 파일관리자)
- 돌핀 (파일 관리자) (KDE 파일 관리자)